# ملادن جيرميتش
ملادن جيرميتش (بالصربية: Младен Јеремић) مواليد 9 يناير 1988 في جمهورية صربيا الاشتراكية، هو لاعب كرة سلة صربي. بدأ مسيرته الاحترافية في سنة 2006. يلعب مع تيميشوارا في الدوري الروماني لكرة السلة. يحمل الرقم 4. حقق المركز الأول في الألعاب الجامعية الصيفية 2011.

## المسيرة الاحترافية
لعب مع نادي إف إم بي لكرة السلة من سنة 2007 إلى 2010، ثم لعب مع بالاكانسترو ريجيانا في الدوري الإيطالي في موسم 2012–2013، ثم لعب مع نادي إيجوكيا لكرة السلة في سنة 2014، ثم لعب مع نادي تيميشوارا لكرة السلة في سنة 2016.

## الميداليات
| الميدالية | المسابقة                                       |
| --------- | ---------------------------------------------- |
| ذهبية     | الألعاب الجامعية الصيفية 2011                  |
| ذهبية     | بطولة العالم لكرة السلة للشباب تحت 19 سنة 2007 |

## روابط خارجية
- ملادن جيرميتش على موقع الاتحاد الدولي لكرة السلة (الإنجليزية)
- ملادن جيرميتش على موقع كرة السلة الأوروبية.كوم (الإنجليزية)
- ملادن جيرميتش على موقع DraftExpress.com (الإنجليزية)
- ملادن جيرميتش على موقع ريلجم (الإنجليزية)
- ملادن جيرميتش على موقع بروبوليرز (الإنجليزية)
- ملادن جيرميتش على موقع سبورتس رفرنس (الإنجليزية)